# Telcel
Telcel（テルセル）は、アメリカ・モービルによって運営されているメキシコの移動体通信事業者である。

## 概要
2006年時点では、メキシコ全土の63パーセント、人口カバー率90パーセントを超えている。
運用している周波帯はW-CDMAの850MHzと1900MHzのふたつで行われている。